# Vapenstillestånd

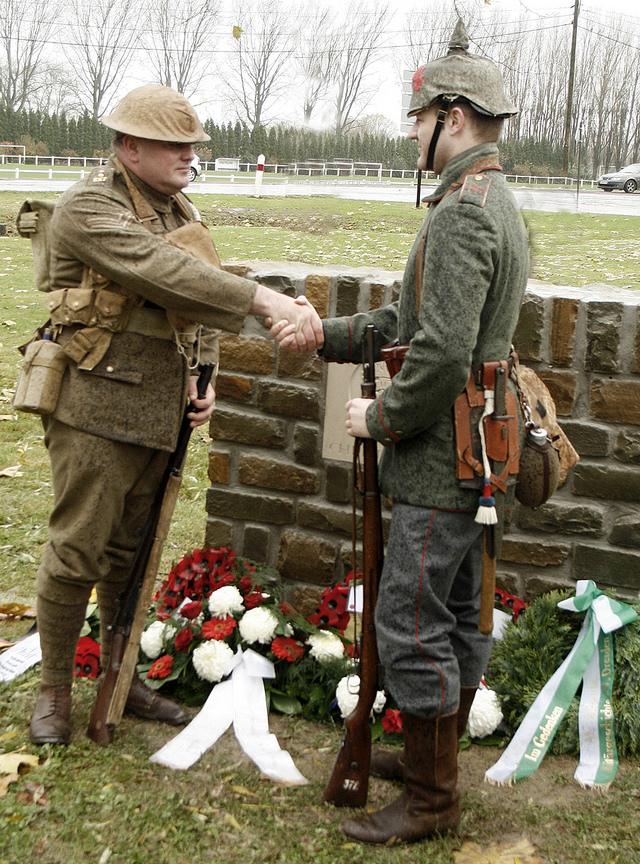
Vid den s.k. Julfreden 1914 under första världskriget beslutade de stridande parterna (ententen och tyskar) om tillfällig vapenvila, för att fira julen.
På bilden ättlingar till stridande på vardera sidan, som 2008 återskapade händelsen vid en minnesceremoni.

Vapenstillestånd eller vapenvila, överenskommelse som (tills vidare eller i väntan på ett fredsslut) avbryter krigsoperationerna mellan krigförande. Ett vapenstillestånd är ett modus vivendi och är inte detsamma som ett fredsfördrag; det dröjer ofta flera månader eller år innan man kommer överens om ett fredsfördrag. Vapenstilleståndet i Koreakriget 1953 är ett exempel på vapenstillestånd som ännu inte har följts av ett fredsavtal. Ett av den moderna historiens mest berömda vapenstillestånd var det som utropades inofficiellt den 24 december 1914, då Frankrike, Storbritannien och Tyskland firade jul. Inget fredsavtal följde på vapenstilleståndet, och kriget återupptogs efter att par dagar.
I moderna konflikter försöker ofta FN:s säkerhetsråd få parterna att komma överens om vapenvila (så kallad cease-fire). Många FN-operationer går ut på att vapenvila skall efterlevas. Ett aktuellt exempel är konflikten i Libanon 2006, där säkerhetsrådet antog en resolution den 11 augusti och en vapenvila inleddes 14 augusti.
Orden vapenstillestånd och vapenvila används ofta som synonymer, men i mer exakt betydelse avser ett vapenstillestånd (engelska och franska armistice) avbrutna fientligheter i hela kriget eller längs ett helt frontavsnitt inför en förestående fredsförhandling, medan vapenvilan (engelska cease-fire eller truce, franska cessez-le-feu) kan vara mer lokal och mer tillfällig.

## Fotnoter
1. ↑  "Remembering a Victory For Human Kindness – WWI's Puzzling, Poignant Christmas Truce", David Brown, The Washington Post, 25 december 2004.